# Lucas Ocampos
Lucas Ariel Ocampos er en argentinsk fodboldspiller der spiller for Sevilla FC i den spanske liga. Han spiller som kantspiller og/eller wing og sparker med venstre fod.